# داء الحليماوات

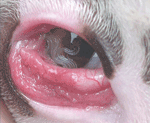
Thelazia callipaeda infestation in a dog.

داء الحليماوات (بالإنجليزية: Thelaziasis)‏ هو الإصابة بطفيليات ديدان أسطوانية من جنس الحليمية. الطور البالغ من كل أنواع الحليمية المكتشفة حتى الآن يسكن العين وما يرتبط بها من الأنسجة لكثير من الثدييات والطيور المضيفة، بما في ذلك الإنسان.